# Eliane Aquino
Eliane Aquino Custódio (Brasília, 16 de fevereiro de 1971) é uma repórter fotográfica e política brasileira, filiada ao Partido dos Trabalhadores (PT). Por ter sido casada com Marcelo Déda, tornou-se a primeira-dama de Sergipe e de Aracaju, onde já exerceu o cargo de vice-prefeita. É ex-vice-governadora do estado de Sergipe.  Foi indicada pelo Ministro do Desenvolvimento Social, Wellington Dias, como Secretária Nacional de Renda de Cidadania (SENARC).

## Biografia
Como fotógrafa, trabalhou nas assessorias do Senado e da Câmara dos Deputados. No Distrito Federal, conheceu o então deputado Marcelo Déda, com quem posteriormente viria a se casar. Já residindo em Sergipe, teve atuação em organizações não-governamentais voltadas a defesa dos direitos das crianças. Por seu casamento, tornou-se primeira-dama de Aracaju e do Sergipe, posto que deixou precocemente diante da morte de seu marido.

## Carreira política
Sua atuação em governos se deu em 2011, ao assumir a Secretaria de Estado da Inclusão, Assistência e do Desenvolvimento Social se Sergipe. Disputou sua primeira eleição em 2016, concorrendo a vice na chapa encabeçada por Edvaldo Nogueira (PCdoB) à prefeitura da capital. Com mais de 146 mil votos, foram eleitos. Na gestão municipal, assumiu a secretaria de Inclusão e Assistência Social, entre 2017-2018. Nas eleições de 2018, foi candidata a vice-governadora do estado, ao lado de Belivaldo Chagas (PSD), que buscava a reeleição. Foram eleitos, em segundo turno, com 64% dos votos.
Foi candidata a deputada federal nas eleições de 2022, obtendo 66.072 votos, a sexta mais votada, ficando como primeira suplente.
A vice-governadora de Sergipe, Eliane Aquino, anunciou sua designação para o cargo de Secretária Nacional de Renda e Cidadania (Senarc). O convite foi estendido pelo próximo titular do Ministério do Desenvolvimento e Assistência Social, Família e Combate à Fome, Wellington Dias.

## Desempenho em eleições
| Ano  | Eleição               | Cargo            | Partido | Coligação                                                                      | Chapa                    | Votos   | %      | Resultado       |
| ---- | --------------------- | ---------------- | ------- | ------------------------------------------------------------------------------ | ------------------------ | ------- | ------ | --------------- |
| 2016 | Municipais de Aracaju | Vice-prefeita    | PT      | Pra Aracaju Ter Qualidade de Vida (PCdoB, PT, PMDB, PSD, PRB, PTN, PTdoB, PRP) | Edvaldo Nogueira (PCdoB) | 146.271 | 52,11% | Eleita 2º turno |
| 2018 | Estaduais em Sergipe  | Vice-governadora | PT      | Pra Sergipe Avançar (PSD, PT, MDB, PP, DC, PHS, PCdoB)                         | Belivaldo Chagas (PSD)   | 679.051 | 64,72% | Eleita 2º turno |
| 2022 | Estaduais em Sergipe  | Deputada Federal | PT      | Federação Brasil da Esperança                                                  | -                        | 66.072  | 5,53%  | Suplente        |

## Controvérsias

### Cassação de chapa
Em 2018, o Ministério Público Federal de Sergipe (MPF/SE) pediu a cassação e a inelegibilidade por oito anos do governador reeleito Belivaldo Chagas por suspeita de práticas irregulares durante a campanha. De acordo com a procuradoria regional eleitoral, as investigações mostraram abuso de poder político, econômico e de autoridade. Também de acordo com o Ministério Público Eleitoral, Chagas teria feito uso repetido da propaganda institucional e da máquina administrativa do Governo do Estado no intuito de promover sua imagem e beneficiar sua candidatura. Ainda de acordo com a ação, próximo ao período eleitoral, o governador realizou a assinatura de dezenas de ordens de serviços em diversos municípios sergipanos.

Em agosto de 2019, o Tribunal Regional Eleitoral do Sergipe decidiu cassar a chapa de Belivaldo Chagas e Eliane Aquino, confirmando que seus membros se beneficiaram de eventos públicos durante a campanha eleitoral, o que se configurou em abuso do poder público. Belivaldo Chagas foi ainda condenado à inelegibilidade por oito anos a contar da data das últimas eleições.